# Дьо Бриен
Бриен (на френски: Maison de Brienne) е френска благородническа фамилия от областта Шампан (968 – 1360). Основоположникът Енгелберт I става господар на Бриен през 968 г. След това последователно графове на Бриен са: Енгелберт II (†ок. 980); Енгелберт III (†ок. 1008); Енгелберт IV († ок. 1035); Готие (Гоше) I (†ок. 1090); Ерар I († ок. 1114/1125) и Готие (Гоше) II (†ок. 1161). Родът придобива известност по време на кръстоносните походи. Граф Ерар II дьо Бриен (†1190/1191) от съпругата си Агнес, дъщеря на Амедей II дьо Монбелиар, има син Готие (Гоше) III (†1205), който сключва брак с Елвира, първородна дъщеря на краля на Сицилия Танкред и е провъзгласен за херцог на Апулия, княз на Таренто и граф на Лече (Готие I). Той взема участие в Четвъртия кръстоносен поход и загива в Южна Италия при опита си да отвоюва наследството на жена си, отнето ѝ от германския император Хайнрих IV. Синът им Готие IV Велики (1205 – 1244/1247) се жени за Мария дьо Люзинян, дъщеря на кипърския крал Юг I и през 1221 г. получава графствата Яфа и Аскалон в Палестина. Той е пленен и убит от мюсюлманите. По-големият му син Жан (†1244/1247) получава наследственото графство, а по-малкият – Юг (1240 – 1296), става граф на Лече (1268) и херцог на Атина чрез брака си с Изабела, дъщеря на Ги дьо ла Рош, херцог на Атина, а след нейната смърт взема за съпруга Елена-Анжела, господарка на Каритена. Наследен е от сина си Готие (Гоше) V (1278 – 1311), граф на Лече и херцог на Атина (Готие I, 1308 – 1311). Първоначално той приема във войската си наемници от испанската област Каталония, но бързо осъзнава, че тяхното присъствие е опасно за неговата власт. Опитва се да ги прогони, но те го побеждават и убиват при езерото Компаида (Гърция). Синът му Готие VI (1302 – 1356), Готие II в Атина, управлява в Аргос и Навплия. Не оставя наследници от съпругата си Беатриче, дъщеря на Филипо II Таранто, княз ня Ахея. Дъщерята на Готие V (Готие I), Изабела (†1360), сключва брак с Готие III д’Ангиен и му предава властта над херцогство Атина.
Особено голяма известност придобива младшия клон на рода Бриен чрез издигането на Жан дьо Бриен (ок. 1148 – 1237), по-малък син на граф Ерар II дьо Бриен. Женен е за Беренгария, дъщеря на краля на Леон Алфонсо IX. Той получава короната на Йерусалим, след като става съпруг на кралица Мария (1205 – 1212), дъщеря на Корадо ди Монферато и на кралица Изабела I. Баща е на две дъщери и един син. По-голямата му дъщеря Изабела II (Йоланта) е провъзгласена за кралица през 1212 г. под негово регентство. През 1225 г. тя се омъжва за германския император Фридрих II фон Хохенщауфен, който скоро след това отстранява своя тъст от управлението в Йерусалим. През 1229 г. Жан дьо Бриен е определен от бароните в Константинопол за регент на малолетния латински император Балдуин (Бодуен) II. През 1231 г. той е провъзгласен за съимператор, след като година по-рано омъжва дъщеря си Мария дьо Бриен за Балдуин (Бодуен) II дьо Куртене. Води успешни войни с никейския император Йоан III Дука Ватаци, но въпреки това рухването на латинската държава на изток е неизбежно. Неговият син Алфонс (†1270), женен за Мария, графиня Д’Йо, е основоположник на клона на графовете Д’Йо. Този клон съществува в четири поколения. Негови представители са: Жан II (†1294); Жан III (†1302); Раул I (†1344) и Раул II (†1350).

## Графове дьо Бриен
- (след 951 – след 968): Енгелберт I, от 968 граф дьо Бриен
- (след 968 – след 980): Енгелберт II, граф дьо Бриен, син на предходния
- (след 980 – след 1008): Енгелберт III, 1004 – 1008 граф дьо Бриен, син на предходния
- (след 1008 – след 1035): Енгелберт IV, 1027 – 1035 граф дьо Бриен, син на предходния
- (след 1035 – ок. 1090): Готие (Гоше) I, граф дьо Бриен, граф дьо Бар сюр Сен, син на предходния
- (ок. 1090 – ок. 1114/1125): Ерар I, граф дьо Бриен, син на предходния
- (ок. 1114/1125 – до 1161): Готие (Гоше) II, граф дьо Бриен, син на предходния
- (до 1161 – 1190/1191): Ерар II, граф дьо Бриен, син на предходния
- (1190/1191 – 1205): Готие (Гоше) III, граф дьо Бриен, от 1200 херцаг на Апулия и граф на Лече (Готие I), от 1201 титулярен крал на Сицилия, син на предходния
- (1205 – 1244/1247): Готие (Гоше) IV Велики, граф дьо Бриен, от 1221 граф на Яфа и Аскалон, син на предходния
- (1244/1247 – 1260/1261): Жан, граф дьо Бриен, син на предходния
- (1260 – 1261 – 1296): Юг, граф дьо Бриен, от 1266 граф на Конверсано, от 1268 граф на Лече, син на Готие (Гоше) IV Велики
- (1296 – 1311): Готие (Гоше) V, граф дьо Бриен, от 1296 граф на Лече (Готие II) и Конверсано (Готие I), от 1308 граф на Атина (Готие I), син на предходния
- (1311 – 1356): Готие (Гоше) VI, граф дьо Бриен, граф на Лече (Готие III), граф на Конверсано (Готие II), херцог на Атина (Готие II), от 1356 конетабъл на Франция, син на предходния
- (1356 – 1360): Изабела, графиня дьо Бриен, титулярна графиня на Конверсано, титулярна херцогина на Атина, дъщеря на Готие (Гоше) V

## Крале на Йерусалим и императори на Латинската империя
- (1210 – 1212): Жан дьо Бриен (ок 1148 – 23.3.1237), от 1228 император на Латинската империя, син на Ерар II дьо Бриен

## Графове Д’Йо и дьо Гин
- (ок 1250 – 1260): Алфонс, граф д’Йо, син на император Жан дьо Бриен
- (1260 – 1294): Жан II, граф д’Йо, син на предходния
- (1294 – 1302): Жан II, граф д’Йо, от 1295 граф дьо Гин, син на предходния
- (1302 – 1344): Раул I, граф д’Йо, граф дьо Гин, от 1329 конетабъл на Франция, син на предходния
- (1344 – 1350): Раул II, граф д’Йо, граф дьо Гин, от 1344 конетабъл на Франция, син на предходния